# 553438 Bércziszaniszló
553438 Bercziszaniszlo è un asteroide della fascia principale. Scoperto nel 2011, presenta un'orbita caratterizzata da un semiasse maggiore pari a 3,052855 UA e da un'eccentricità di 0,131136, inclinata di 5,510552° rispetto all'eclittica.